# Шмарзов, Август
Август Шмарзов (нем. August Schmarsow; 26 мая 1853, Шильдфельд (ныне Веллан), Мекленбург-Шверин — 19 января 1936, Баден-Баден, Шварцвальд) — немецкий историк и теоретик искусства. На основе изучения переходного периода от позднего Средневековья к эпохе Возрождения разработал оригинальную концепцию психологической интерпретации произведений искусства. Внёс значительный вклад в изучение особенностей архитектуры германской готики.

## Биография
Август Шмарзов родился в Шильдфельде-Веллане — муниципалитет в земле Мекленбург-Шверин (с 1945 года Мекленбург-Передняя Померания, на севере Германии. После окончания средней школы в Ростоке Август намеревался учиться у Якоба Буркхардта в Швейцарии, в Базеле, но затем в 1873 году стал заниматься германистикой, философией и историей искусства в Цюрихе у Иоганна Рудольфа Рана. В 1874 году в Страсбурге Шмарзов слушал лекции философа-позитивиста Эрнста Лааса; наконец, он переехал в Бонн к Карлу Юсти, которого он считал своим настоящим учителем.
В 1877 году защитил квалификационную диссертацию (promovierte) по истории философии в Страсбурге, затем работал в Берлинском Графическом кабинете. В 1881 году после поездки в Италию он получил докторскую степень (Habilitation) за работу «Рафаэль и Пинтуриккио в Сиене» и начал преподавать в должности доцента истории искусств (Dozent für Kunstgeschichte) в Гёттингене. В 1882 году был назначен профессором. В 1885 году стал профессором в Бреслау, но оставил преподавание в 1888 году.
В 1892 году Август Шмарзов отправился во Флоренцию с целью создания в этом городе Немецкого института истории искусств (Deutschen Kunsthistorischen Instituts). Институт был открыт в 1897 году. Ныне он является частью Общества Макса Планка. В 1893 году Шмарзов переехал в Лейпциг, где преподавал в качестве профессора и заведующего кафедрой истории искусств. В 1919 году Август Шмарзов покинул Лейпцигский университет. Он был неуживчивым человеком и непримиримым критиком чужих мнений. Оставил преподавание, считая, что университет недостаточно его защищал в спорах с другими учёными. В 1894 году Шмарзов стал членом Саксонской академии наук.
В 1923 году Август Шмарзов был избран иностранным членом Гёттингенской академии наук. Он был также иностранным членом Археологической академии в Антверпене и Академии в Урбино. Удостоен Королевского Саксонского ордена Альбрехта, Ордена Почёта Линии Альтенбург. С 1928 года Шмарзов жил в Мюнхене.
Его учеником и преемником в Лейпцигском университете был Вильгельм Пиндер.

## Научные достижения
На протяжении всей своей жизни Шмарзов стремился познать психологию искусства и выстроить соответствующую систему художественно-исторической терминологии. Он попытался привести отвлеченные категории прежней спекулятивной эстетики в соответствие с разросшимся историческим материалом и на основе психологии творчества выработать основу специальной теории каждого из видов изобразительного искусства. Этой задаче посвящены его основные теоретические работы: «Вклад в эстетику изобразительного искусства» в 3-х частях (Beiträge zur Aesthetik der bildenden Künste, 1896—1899) и «Основные понятия искусствознания» (Grundbegriffe der Kunstwissenschaft, 1905). «Основные понятия» Шмарзова вышли ранее «Основных понятий» Генриха Вёльфлина, опубликованных в 1915 году.
Его первая лекция, прочитанная 8 ноября 1893 года в Лейпцигском университете под названием «Сущность архитектурного творчества» (Das Wesen der architektonischen Schöpfung) и опубликованная в 1894 году, считается важным вкладом в архитектурную теорию XIX века. Шмарзов выдвинул тезис о доминирующей роли архитектуры в развитии пространственных представлений человека: «История архитектуры — это история ощущения пространства и, таким образом, сознательно или бессознательно является фундаментальным компонентом истории мировоззрений». В 1896 году последовала вторая фундаментальная лекция Шмарзова по теории пространства под названием: «О значении измерений в человеческом пространстве». Она была опубликована в том же году.
В 1899 году он опубликовал «Предложения по новой концепции истории Возрождения» (Reformvorschläge zur Geschichte der deutschen Renaissance, 1899). В этой работе Август Шмарзов утверждал, что судить о немецком искусстве следует исходя из свойственной ему системы ценностей, а не на основе иноземных — будь то итальянских или французских — критериев. При этом главным критерием является национальное ощущение и понимание пространства. Так, например, в галереях позднеготических немецких храмов зального типа (Hallenkirche) с равновеликими нефами Шмарзов усматривал чисто немецкую пространственную концепцию, не имеющую ничего общего с интернациональной готикой. В то же время Шмарзов восставал против излишних обобщений в определениях исторического типа культуры или художественного стиля.
Август Шмарзов по натуре был язвительным и критически настроенным человеком. Работа Шмарзова «Основные понятия искусствознания» носит исключительно полемический характер. В ней он «атакует» Ф. Викхоффа и А. Ригля «на их собственном поле». Язвительность Шмарзова в этой работе «не знает границ». Он критиковал своих оппонентов с позиций «воинствующего рационализма» и «поражал воображение учеников математическими формулами». Он не ограничивал себя изучением какого-либо одного вида искусства, изучая теорию музыки, литературы, историю театра.
Шмарзов считал, что подлинный теоретик искусства должен прежде всего отказаться от субъективистского положения, будто искусство — функция исключительно созидающей деятельности человеческого зрения и индивидуального восприятия формы и пространства, свободного от объективной действительности. В полемике с Риглем он с позиции рационализма более склонялся к эстетике и теории происхождения разных видов искусства, разработанной Г. Земпером, для которого главная цель искусства определяется способом воспроизведения реального объекта. Источником всякого художественного стиля, доказывал Август Шмарзов, является оригинальная «пространственная концепция» как конкретный способ познания и отражения свойств пространства и времени. «В каждую историческую эпоху эта концепция одинакова для изобразительного искусства, музыки, литературы, театра и научного творчества».
Критикуемые Шмарзовом учёные венской школы не оставались в долгу. Франц Викхофф даже заявил: «Ведь это просто стыд, что в таком замечательном университете, как Лейпцигский, где имеется столь почтенная традиция изучения истории, кафедру истории искусства возглавляет человек, не имеющий ни малейшего представления об историческом исследовании, ровным счётом ничего не понимающий в фундаментальных проблемах истории».
Идеи Шмарзова о своеобразии немецкой готической архитектуры развивали его ученик Эрих Генель в книге «Поздняя готика и Возрождение» (1899), а позднее Рихард Краутхаймер.

## Основные публикации
- Мелоццо да Форли (Melozzo da Forlì, 1886)
- История искусства в наших университетах (Die Kunstgeschichte an unseren Hochschulen, 1891)
- Произведения искусства Наумбургского собора (Die Bildwerke d. Naumburger Domes, 1892)
- Мазаччо, основатель классицизма (Masaccio, der Begründer d. klass., 1895—1899)
- К вопросу о живописи, её основной концепции и развитии (Zur Frage nach dem Malerischen, Sein Grundbegriff u. seine Entwicklung, 1896)
- Вклад в эстетику изобразительного искусства. В 3-х частях (Beiträge zur Aesthetik der bildenden Künste, 1896—1899)
- Предложения по новой концепции истории Возрождения (Reformvorschläge zur Geschichte der deutschen Renaissance. — Berichte über die Verhandlungen der Königlich Sächsischen Gesellschaft der Wissenschaften zu Leipzig. — Philologisch-Historische Klasse, Bd. 51. —1899. — Рp. 41—76)
- Барокко и рококо, критическая дискуссия (Barock u. Rokoko, Eine krit. Auseinandersetzung über d. Malerische in d. Architektur, 1897)
- Верхний Рейн. Живопись и окружение в середине XV века (Die oberrhein. Malerei u. ihre Nachbarn um d. Mitte d. 15. Jhs., in: Abhh. d. Sächs. Ges. d. Wiss., Phil.-hist. Kl. 22, Nr. 2, 1903, S. 1-112)
- Основные понятия искусствознания (Grundbegriffe der Kunstwissenschaft, am Übergang v. Altertum zum MA krit. erörtert u. in systemat. Zus.hange dargest., 1905)
- Происхождение орнаментики (Anfangsgründe jeder Ornamentik, 1910)
- Искусствознание и философия культуры и их основные термины (Kunstwiss. u. Kulturphilos. mit gemeinsamen Grundbegriffen, ebd. 13, 1919)
- Закономерности композиции в немецком средневековом искусстве (Kompositionsgesetze in d. Kunst d. MA, 1915, 1920)
- Готика в немецком Ренессансе (Gotik in d. Renaissance, 1921)